# 敕赐庆寿寺 (北碧府)
敕赐庆寿寺，又名庆寿寺，当地人称为「越南寺庙」，是一座位于泰国北碧府直辖县Ban Nuea地区，大乘佛教阿难派的越南寺庙。

## 历史
敕赐庆寿寺这个名字是由朱拉隆功国王陛下拉玛五世国王所赐予。寺庙在拉玛三世国王统治时期建造，被认为是北碧府首座拥有百多年历史的越南寺庙。这座建筑是由一个越南佛教徒家庭建造的。他们被认为是拉玛三世国王统治时期泰越战争后移民的越南人。他们在1834年合作捐资修建了一座寺庙，以用于佛教活动。
庆寿寺的礼拜堂建于1893年，是一座结合中国艺术与越南艺术钢筋混凝土建筑。里面供奉着具有佛教特征的“龙婆多”。起初，它是位于北碧府老城区Wat Nang Pim（大城府时期废弃的寺庙）的主要佛像。据Samananamthirajaya大师口述，寺庙建成时没有主佛像。一天晚上，当时的住持在北碧府老城一带看到了埋在地下的佛像冒出的金光。于是，住持与亲朋好友一同寻找佛像。他们把木筏抬回寺庙河岸边，用绳子把佛像绑起来。绳子反复断裂。之后，住持在完成祈愿仪式后，成功用一根圣线缠住佛像，将其带去供奉。该红土雕刻的佛像，预测是红色高棉时期的佛像。
1996年，翁萨拉潘·玛图罗斯住持（Ongsaraphan Mathuros）开始建造蘇瓦塔那摩訶宫殿，以向国王陛下致敬，并纪念蘇瓦塔那摩訶。宫殿建造花了10多年才完工。
布拉帕占的住所是一栋两层的钢筋混凝土建筑，建筑上有美丽的中国和越南雕塑图案，里面有一尊栩栩如生的历任方丈雕像。

## 建筑景观

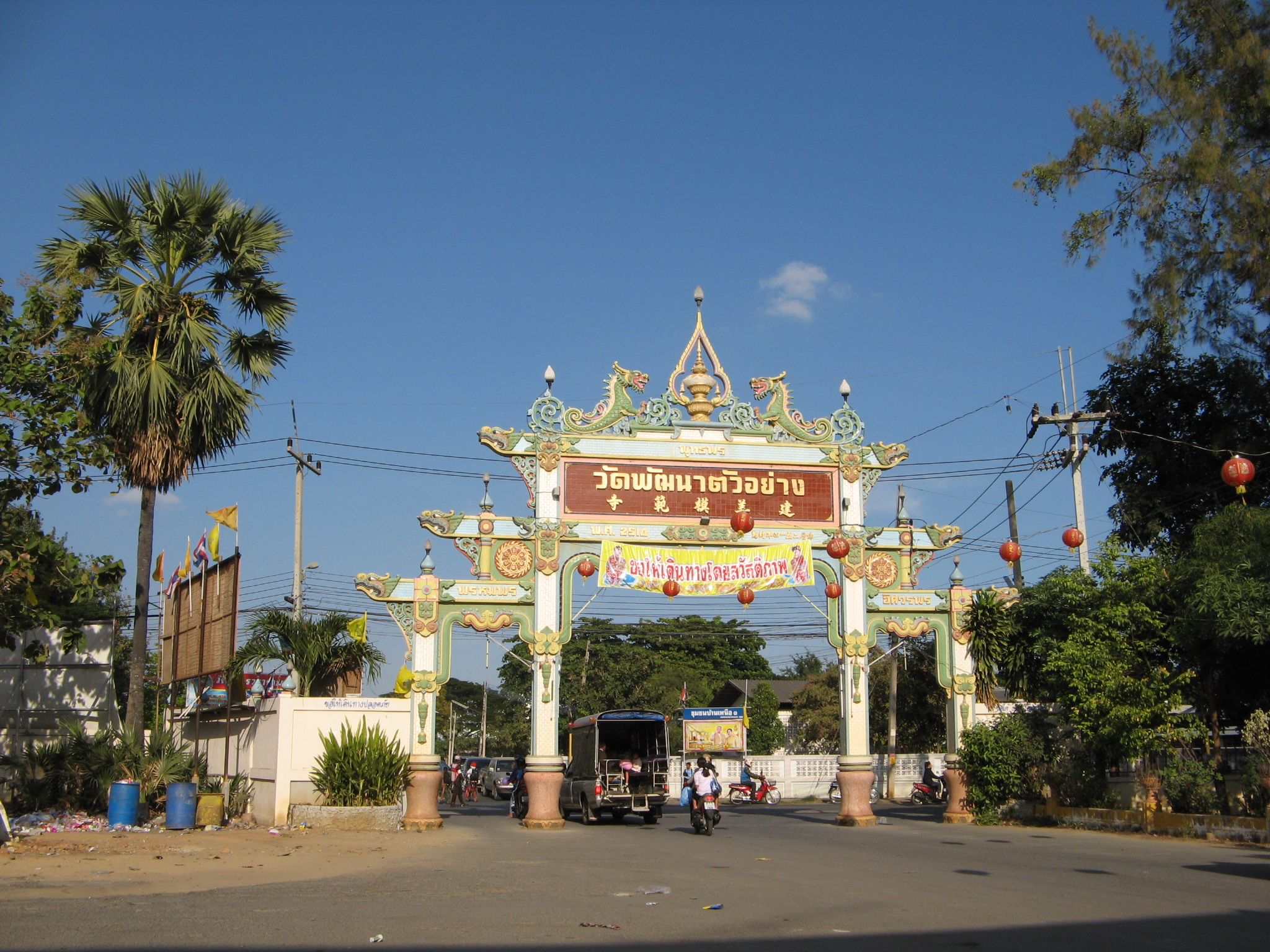
敕赐庆寿寺入口处的拱门上刻有「建美模范寺」一词。
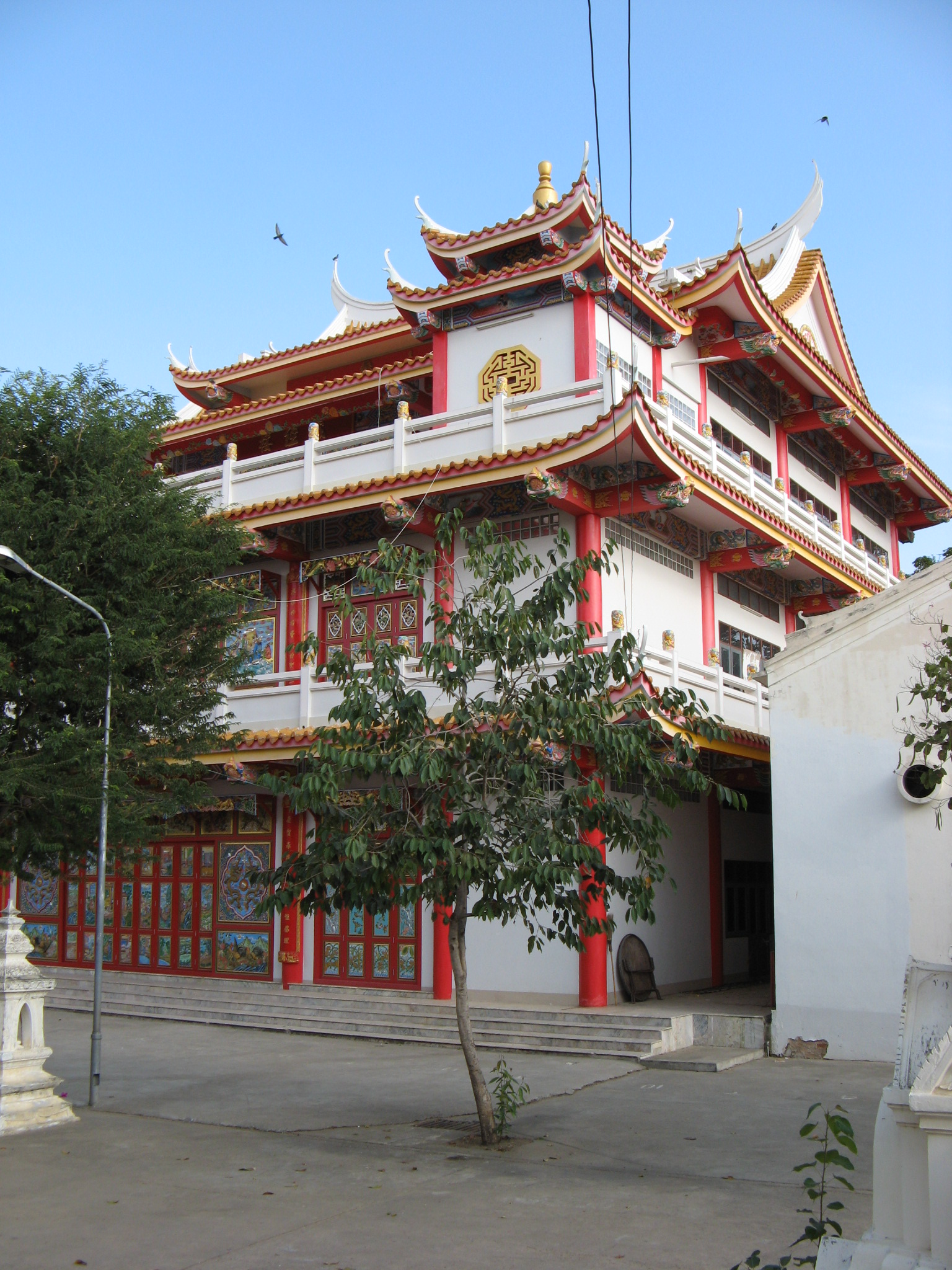
寺庙远观。
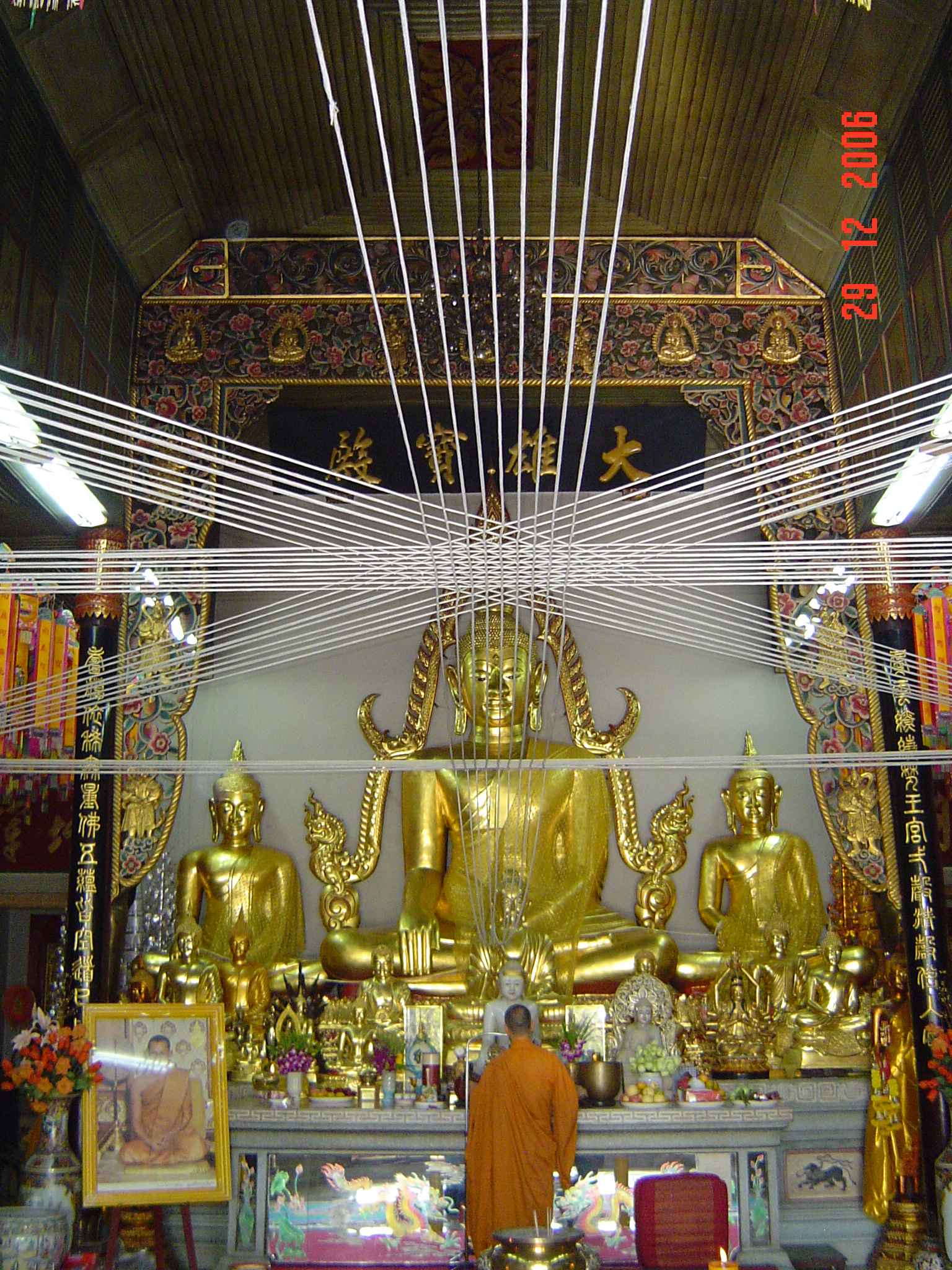
佛像。
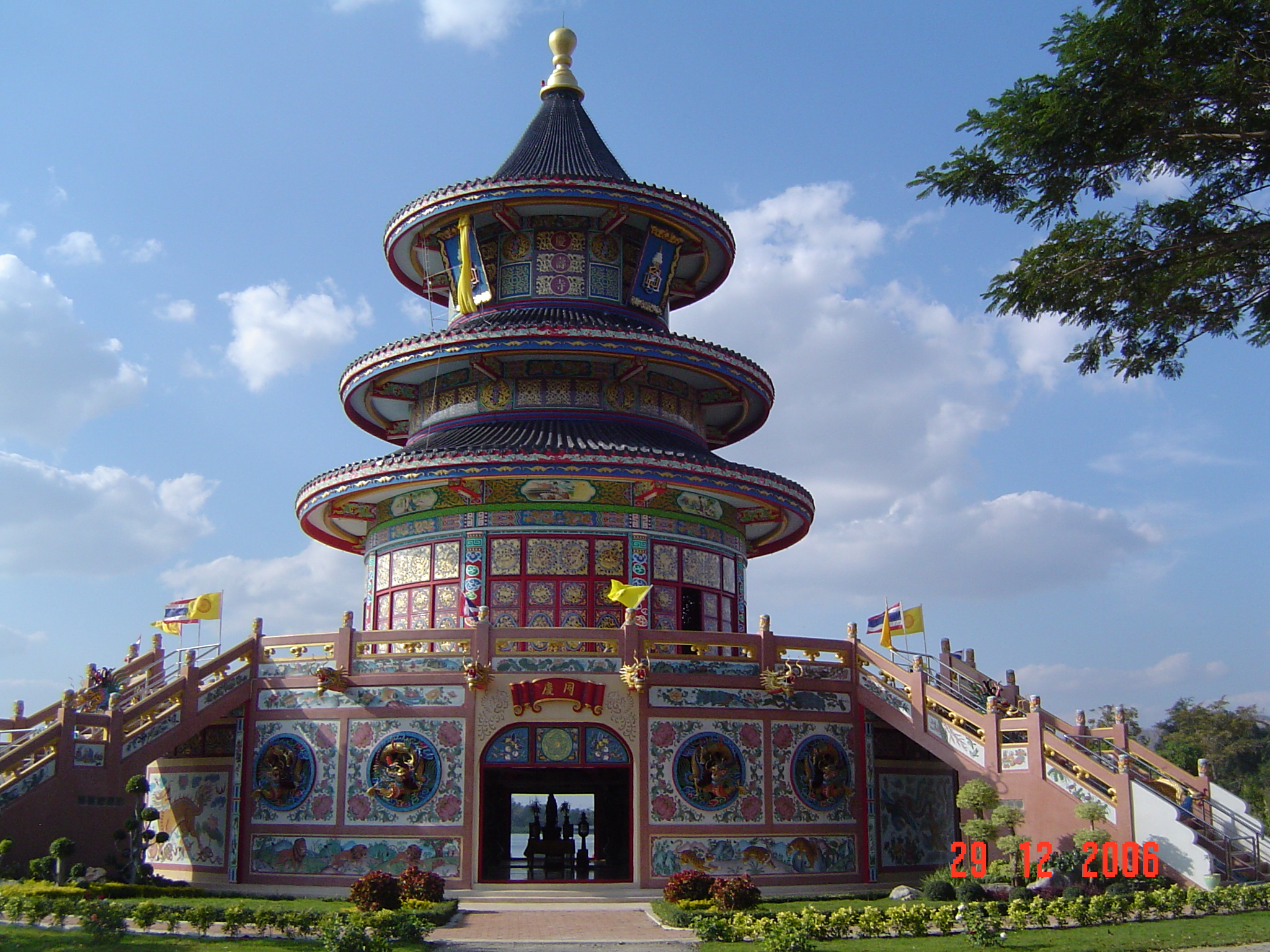
佛塔。

寺庙的前殿是一座中国古代艺术建筑，里头供奉着释迦牟尼佛等佛像。
此外，庆寿寺设有关帝庙。信徒可以到庙进行礼拜及祈福。
靠近桂河（或葵艾河）或者Si Sawat河沿岸有一座寺庙，里面供奉着古老的佛像和帕湄观音。
庆寿寺“Phra Tamnak Somdet Phra Yansangwon”塔是一座中式佛塔，是中国北京天坛的复制品，建于1996年。建筑形似中国轿子，共两层高。位于桂河沿岸。里面有色彩鲜艳的画作及佛舍利。
庆寿寺对面的路边建有元笏墓园。这是北碧府越南人和华人祖先的墓地。墓园立有一座无名战士的纪念碑。墓地于1951年修建，发现了4, 500多具骸骨，其中大多数是前来修建铁路的亚洲人。